# Slaget ved Rotebro
Slaget ved Rotebro  var et slag, der blev udkæmpet den 28. september 1497 mellem den danske kong Hans og Sten Sture den Ældre, den afsatte regent af Sverige. Sten Sture var faldet i unåde hos adelen og blev afsat af sin post som rigsforstander af Sverige i marts 1497. Danskerne invaderede Sverige i juli samme år, og besejrede Sten Stures bondehær den 28. september ved landsbyen Rotebro nord for Stockholm. Hæren bestod af omkring 30.000 bønder, som kong Hans' rytteri nemt fik overmandet. På dansk side medvirkede bl.a. Tyge Krabbe.
Sten Sture flygtede i første omgang til Stockholm, men måtte senere anerkende Hans som konge, for at blive tilgivet for sine gerninger. Hans blev kronet som konge over Sverige i november samme år.
Statens Museum for Kunst har en tegning om slaget udfærdiget af Crispijn de Passe i 1600-tallet.